# Martina Moravcová
Martina Moravcová, född 16 januari 1976 i Piešťany, är en slovakisk före detta simmare.
Moravcová blev olympisk silvermedaljör på 200 meter frisim vid sommarspelen 2000 i Sydney.